# Kurt Strebel
Kurt Strebel (* 20. April 1921 in Wohlen; † 26. Oktober 2013 in Zürich) war ein Schweizer Mathematiker, der sich mit Funktionentheorie befasste.
Strebel wurde 1953 bei Rolf Nevanlinna an der Universität Zürich promoviert (Über das Kreisnormierungsproblem der konformen Abbildung). 1953 bis 1955 war er am Institute for Advanced Study und an der Stanford University. Er wurde 1955 Professor in Fribourg und 1963 der Nachfolger von Nevanlinna an der Universität Zürich, als dieser zurück nach Finnland ging.
Er gründete mit dem Nevanlinna-Schüler und Professor Hans Künzi das Nevanlínna Colloquium in Zürich (später auch an anderen Orten), um die Kontakte mit dem ehemaligen Professor in Zürich Rolf Nevanlinna aufrechtzuerhalten.
1977 wurde er Mitglied der Finnischen Akademie der Wissenschaften. Er war Invited Speaker auf dem Internationalen Mathematikerkongress 1974 in Vancouver (On quadratic differentials and extremal quasiconformal mappings).
Nach ihm benannt sind die Strebel-Differentiale in der Teichmüller-Theorie.

## Schriften
- Vorlesungen über Riemannsche Flächen, Vandenhoeck und Ruprecht, 1980.
- Quadratic Differentials. Ergebnisse der Mathematik und ihrer Grenzgebiete, Springer Verlag, 1984.
- Zur Frage der Eindeutigkeit extremaler quasikonformer Abbildungen des Einheitskreises. Comm. Math. Helv. 36, 1961/62, 306–323, Teil 1, Comm. Math. Helv. 39, 1964, 77–89.
- mit Edgar Reich Extremal quasiconformal mappings with given boundary values. in Contributions to Analysis. A collection of papers dedicated to Lipman Bers. Academic Press, 1974, 375–391.
- Über quadratische Differentiale mit geschlossenen Trajektorien. Festband zum 70. Geburtstag von Rolf Nevanlinna, Springer Verlag, 1966,
- On the maximal dilation of quasiconformal mappings. Proc. AMS, 6, 1955, 903–909.